# Acunasus venosus
Acunasus venosus är en insektsart som beskrevs av Delong 1945. Acunasus venosus ingår i släktet Acunasus och familjen dvärgstritar. Inga underarter finns listade i Catalogue of Life.